# Lester Seri
Lester Seri (...) è un naturalista papuano.
Scopritore, insieme a Tim Flannery, di una rarissima specie di canguro arboricolo, il tenkile (Dendrolagus scottae), è attualmente membro della Conservation Melanesia Inc., un'associazione no-profit sulla conservazione della natura dell'Australasia.